# Adolf Hoffmann (Mediziner, März 1822)
Adolf Hoffmann (* 28. März 1822 in Bitse, Königreich Ungarn, Kaisertum Österreich; † 20. November 1909 in Wien) war ein österreichischer Mediziner.

## Leben
Der aus dem damals ungarischen Bitse an der Waag, dem heutigen Bytča in der Slowakei, gebürtige Adolf Hoffmann wandte sich nach abgelegter Matura einem Studium der Medizin an den Universitäten Wien sowie Budapest zu, das er 1848 mit dem Erwerb des akademischen Grades eines Dr. med. abschloss. Er trat im gleichen Jahr eine Arztstelle am Wiener Allgemeinen Krankenhaus an, 1849 war er im Krankenhaus am Semmering mit der Bekämpfung der Cholera befasst, später war er in einer privaten psychiatrischen Klinik angestellt.
Adolf Hoffmann ließ sich 1853 als praktischer Arzt in Wien nieder, 1877 erhielt er das Bürgerrecht der Stadt, 1884 wurde er zum Vorstandsmitglied des Wiener Medizinischen Doktorenkollegiums bestellt. Er wirkte vielfältig für das öffentliche Gesundheitswesen, unter anderem gingen auf seine Initiative die Einführung von Nichtraucherwagen der Straßenbahn sowie die Maulkorbpflicht für Hunde zurück.
Darüber hinaus trat Hoffmann als Mitglied der Österreichischen Numismatischen Gesellschaft, der er seit 1891 angehörte, sowie als Münzsammler hervor. Er besaß eine der größten Privatmünzsammlungen seiner Zeit von über 200.000 Stück.